# Gustav Mie
Gustav Adolf Feodor Wilhelm Ludwig Mie (Rostock, 29 de setembre de 1869 – Freiburg im Breisgau, 13 de febrer de 1957) va ser un físic alemany. Durant els seus anys a Greifswald, Mie treballà en la configuració de la dispersió de l'ona electromagnètica per una esfera dielèctrica homogènia, que va publicar l'any 1908 sota el títol “Contribucions a l'òptica dels medis tèrbols, particularment les solucions de metall col·loidal” a Annalen der Physik. El terme difusió de Mie està relacionat amb el seu nom.
Des del 1886 Mie estudià matemàtica i física a la Universitat de Rostock. També estudià química, zoologia, geologia, mineralogia, astronomia com també lògica i metafísica. El 1889 continuà els seus estudis a la Universitat de Heidelberg i es va doctorar en matemàtica a 22 anys.
El 1897 es va habilitar a la Universitat de Göttingen en física teòrica i en va ser professor el 1902 a la Universitat de Greifswald. El 1917 va ser professor de física experimental a la Universitat Martin Luther de Halle-Wittenberg. El 1924 va esdevenir professor a la Universitat Albert Ludwigs de Freiburg, on va treballar fins a la seva jubilació.
A Freiburg, durant la dictadura del Tercer Reich, Mie formà part de l'oposició universitària a l'anomenat "Freiburger Kreis" (cercle de Freiburg) i un dels participants del "Freiburger Konzil".

## Honors
Un cràter de Mart rep el seu nom i també un edifici de la Universitat de Freiburg.
- Moleküle, atome, Weltäther[1]
- Die Einsteinsche Gravitationstheorie[2]

## Algunes publicacions
- Moleküle, Atome, Weltäther. Teubner-Verlag, 1904
- Lehrbuch der Elektrizität und des Magnetismus. F. Enke, 1910; Enke-Verlag, 1943; Enke-Verlag, 1948
- Die geistige Struktur der Physik. Gütersloh, 1934
- Die göttliche Ordnung in der Natur. Furche-Verlag, 1946
- Die Grundlagen der Mechanik. Enke-Verlag, 1950
- Beiträge zur Optik trüber Medien, speziell kolloidaler Metallösungen Arxivat 2003-01-29 a Wayback Machine.. Annalen der Physik, Vierte Folge, Band 25, 1908, No. 3, pp. 377–445. Link: